# Národní park Joshua Tree
Národní park Joshua Tree (anglicky Joshua Tree National Park) se nachází v jihovýchodní Kalifornii. Národním parkem se stal v roce 1994 poté, co Kongres USA schválil zákon 103-433 na ochranu kalifornských pouští (California Desert Protection Act). Předtím byl přírodní památkou (national monument) Spojených států, a to od roku 1936. Jeho rozloha činí 3196 km². Je pojmenován po juce krátkolisté (Yucca brevifolia), anglicky Joshua Tree čili Jozuův strom, která zde přirozeně roste. Velkou část parku (asi 2367 km²) tvoří divočina.

## Geografie
Park se klene nad hranicí okresů San Bernardino a Riverside a zasahují do něj dvě pouště. Každá z nich představuje oddělený ekosystém, jehož charakteristiky udává především nadmořská výška. Východní část parku tvoří Coloradská poušť (Colorado Desert), která nepřesahuje 900 m n. m. a najdeme v ní přirozené porosty keřů zvaných creosote z rodu larea (Larrea tridentata), ocotilla (Fouquieria splendens) a kaktusu cholla (Cylindropuntia bigelovii). Jihozápadním okrajem parku probíhá pohoří Little San Bernardino Mountains.
Vyšší, sušší a o něco chladnější Mohavská poušť (Mojave Desert) poskytuje podmínky k růstu juky krátkolisté, zvané též Jozuův strom (anglicky Joshua Tree, vědecký název Yucca brevifolia), která dala parku jeho jméno. Kromě jukových lesů chrání západní část parku také jedny z nejzajímavějších geologických jevů, jaké v kalifornských pouštích najdeme. Převažujícím geologickým útvarem zdejší krajiny je kopec z obnažené skály, často rozlámané do samostatných balvanů. Tyto vrchy jsou oblíbené mezi horolezci. Plošina mezi kopci je spoře zalesněna jukami. Spolu s kupami balvanů a Skull Rocks (skály tvaru lebky) způsobují, že zdejší krajina vypadá jako z jiného světa. Pět oáz palem washingtonií vláknitých (Washingtonia filifera) jsou jedinými místy s přirozeným výskytem vody a hojností zvěře.
Dobrým místem k pozorování zvěře je Barker Dam, dosažitelný pěšky z parkoviště u Hidden Valley. Příležitostně slouží jako napajedlo pro pouštní ovce tlustorohé. K dispozici jsou prohlídky oblasti Baker Dam s průvodcem.

## Geologie

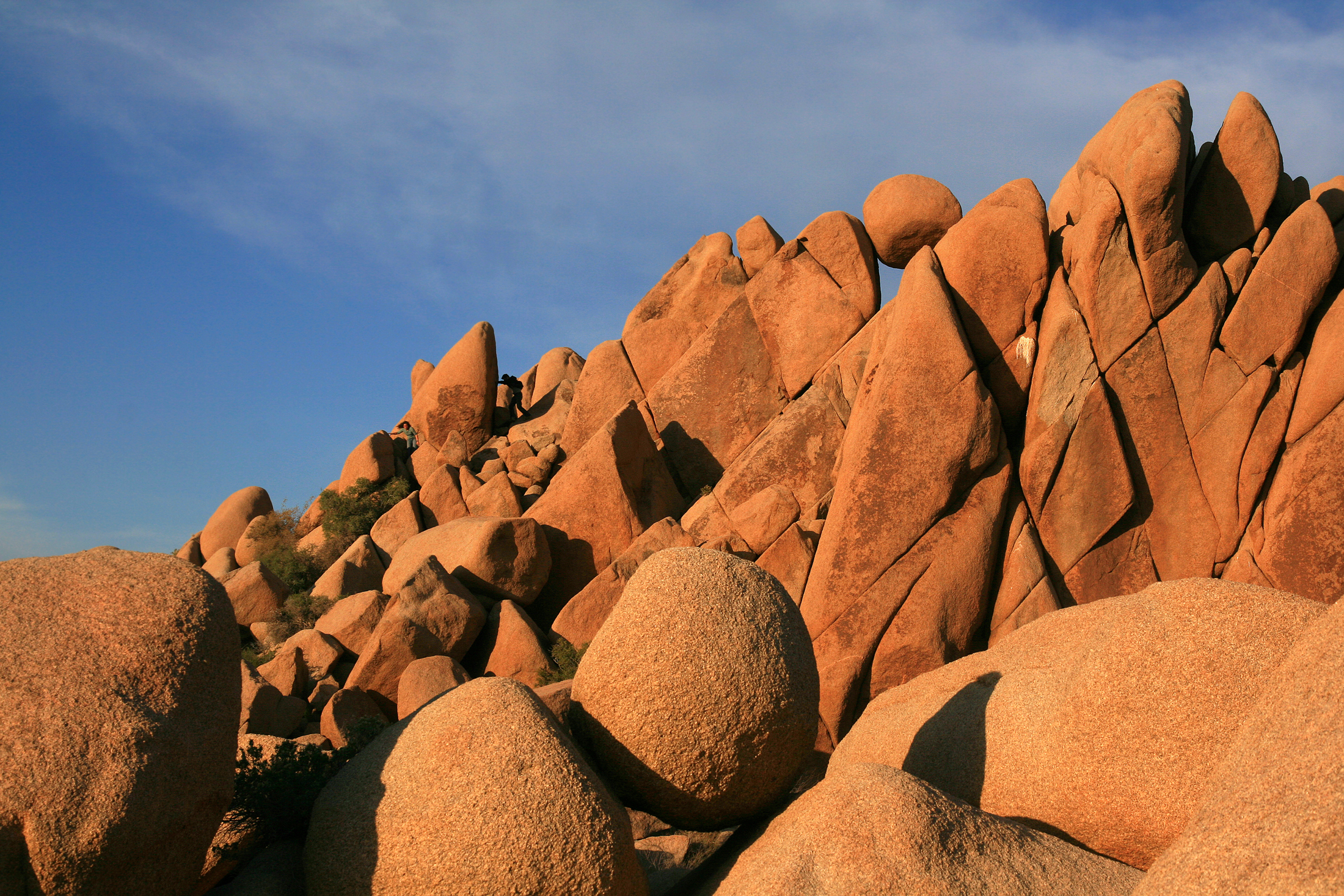
Giant Marbles (Obří koule)

Skalní útvary národního parku Joshua Tree vznikaly před 100 miliony let ochlazováním magmatu pod povrchem. Povrchová voda pak způsobila erozi, která původně pravoúhlým blokům dala kulovitý tvar.

## Rekreace

### Táboření
V parku se nachází devět tábořišť, ale jen dvě z nich (Black Rock Canyon a Cottonwood) mají zdroj vody a splachovací záchody. Za místo k táboření se platí poplatek. Táboření v divočině je dovoleno s několika omezeními.

### Pěší túry
V parku je k dispozici řada stezek, mnohé z nich vycházejí z tábořišť. Kratší stezky, např. jednomílová procházka skrz Hidden Valley, umožňují vychutnat si krásu parku bez bloudění příliš hluboko v poušti. Západní částí parku se vine 35 mil dlouhý úsek California Riding and Hiking Trail. Vyhlídka Keys View v jižní části parku nabízí výhledy na Coachella Valley a Salton Sea.
Na jihu také najdeme Geology Motor Tour, naučnou stezku pro návštěvníky ve vozidlech s náhonem na všechna 4 kola. Šestnáct zastávek vysvětluje geologii regionu.
Procházky uvnitř parku zahrnují:
- Hidden Valley
- Indian Cove
- Cholla Cactus Garden

Delší túry zahrnují:
- Lost Horse Mine
- Lost Palms Oasis
- Fortynine Palms Oasis

### Horolezectví
Park je mimořádně oblíbený mezi skalními lezci. Původně sloužil jako tréninková oblast v zimě, kdy jsou Yosemity a další části Sierra Nevady pokryty sněhem, ale později se stal vyhlášeným sám o sobě. Jsou zde tisíce popsaných výstupových cest všech stupňů obtížnosti. Typické cesty jsou krátké, protože většina skal nepřesahuje výšku 70 m a přístupová cesta obvykle představuje krátkou a snadnou procházku pouští, takže lze provést hned několik zajímavých výstupů za jediný den. Skály jsou tvořeny křemenitým monzonitem, velmi hrubým druhem žuly (mj. proto, že zde není sníh a led, které by žulu vyhladily jako např. v Yosemitech).

### Pozorování ptáků
V parku lze pozorovat přes 250 druhů ptáků včetně pouštních ptáků jako je kukačka kohoutí, střízlík kaktusový, drozdec bledý, moudivláček žlutohlavý nebo křepel přilbový. Další druhy zde tráví jen jednu dvě sezóny. Významné ptačí pozorovatelny v parku zahrnují oázy washingtonií, Barker Dam a Smith Water Canyon. Queen Valley a Lost Horse Valley také nabízejí zajímavá pozorování, ale kvůli nedostatku vody s jinou škálou druhů. Tady lze potkat strakapouda proužkohřbetého a sýkoru šedohnědou.

## Divočina
585 tisíc z celkového počtu 794 tisíc akrů plochy parku je vedeno jako divočina a spravováno National Park Service (NPS) v souladu se zákonem o divočině (Wilderness Act). K táboření přes noc je nutné se zaregistrovat. Používání vařičů je dovoleno, rozdělávání ohňů nikoli a odpadky si musí odnést každý sám. Jízdní kola nejsou v divočině povolena, jízda na koních ano, ale jen s předem získaným povolením.